# Siwan
Siwan é uma cidade e um município no distrito de Siwan, no estado indiano de Bihar.
Siwan está localizada a 25° 08′ N, 83° 53′ L. Tem uma altitude média de 77 metros (252 pés).
Segundo o censo de 2001, Siwan tinha uma população de 108 172 habitantes. Os indivíduos do sexo masculino constituem 53% da população e os do sexo feminino 47%. Siwan tem uma taxa de literacia de 63%, superior à média nacional de 59,5%: a literacia no sexo masculino é de 69% e no sexo feminino é de 55%. Em Siwan, 15% da população está abaixo dos 6 anos de idade.